# Сад Археологического музея (Краков)
Сад Археологического музея (пол. Ogród Muzeum Archeologicznego) — парк, находящийся у подножия Вавеля в Старом городе Кракова по адресу улица Посельская, 3. Сад является частью Археологического музея. Памятник культуры Малопольского воеводства.
Первые известные сведения о саде находятся в Коллонтайском плане, который был издан в 1785 году. Сад в стиле Возрождения был заложен монахами монастыря босых кармелитов.
15 октября 1949 года сад было внесён в реестр памятников культуры Малопольского воеводства
(№ А-90) .
В 1961 году сад был реконструирован согласно старым картам Кракова, в частности по топографической карте Коллонтайского плана, картам Моссано и Хавана 1796 года и Сенатской карте С. Эндерле 1802 года издания. Реконструкция совершалась по проекту Краковского политехнического института имени Тадеуша Костюшко под управлением профессора Герарда Цёлки и позднее Стефана Жихони.
Сад был открыт на рубеже 1968—1969 годов. С 1967 года его владельцем является Археологический музей.
В настоящее время сад используется для концертов симфонической музыки. Сад открыт для посещения в часы работы Археологического музея.